# Les Armes du pouvoir
Pour plus de détails, voir Fiche technique et Distribution.
Les Armes du pouvoir (Love & Money) est un film germano-américain réalisé par James Toback, sorti en 1982.

## Synopsis
Byron Levin, employé de banque en Californie, tombe amoureux de Catherine, l'épouse de son patron Frederick Stockheinz. Celui-ci l'envoie au Costa Salva (pays imaginaire d'Amérique latine) négocier un contrat auprès de son dirigeant, le dictateur Lorenzo Prado, ancien camarade de collège de Byron. Ce dernier et Catherine deviennent alors amants.

## Fiche technique
- Titre : Les Armes du pouvoir
- Titre original : Love & Money (ou Love and Money)
- Réalisateur, scénariste et producteur : James Toback
- Directeur de la photographie : Fred Schuler
- Directeur artistique : Lee Fischer
- Décors de plateau : Cheryal Kearney
- Costumes : Shirley Cunningham et Robert Labansat
- Monteur : Dennis M. Hill
- Musique : Bodie Chandler (supervision)
- Tournage : de fin 1979 à début 1980
- Compagnies de production : CiP - Europaische Treuhand AG et Lorimar
- Compagnie de distribution ( États-Unis) : Paramount Pictures
- Genre : Film dramatique
- Couleur (Eastmancolor) – 90 min
- Date de sortie :
  - États-Unis : 12 février 1982

## Distribution
- Ray Sharkey : Byron Levin
- Ornella Muti : Catherine Stockheinz
- Klaus Kinski : Frederic Stockheinz
- Armand Assante : Lorenzo Prado
- King Vidor : Walter Klein[1]
- Susan Heldfond : Vicky
- William Prince : Paultz
- Anthony Sirico : Raoul
- Jacqueline Brookes : Mme Paultz
- Daniel Faraldo (it) : Hector
- Rodolfo Hoyos : Général Sanzer[2]
- Terry Jastrow : Clem Dixon
- Tom McFadden : Blair
- Cynthia Allison : Présentatrice de journal
- Sonny Gibson : Garde du corps
- Tony Plana : Général de la Garde Nationale
- Nick Powers : Conseiller jeunesse
- Stephen Keep : Hankland
- Kathy Spring : Melanie Dixon
- Susan Welsh : Sandy
- Breck Costin : Portier de l'hôtel
- Laura Grayson : Adela
- Gene Rutherford : Serveur de l'hôtel